# Heliotropium filaginoides
Heliotropium filaginoides är en strävbladig växtart som beskrevs av George Bentham. Heliotropium filaginoides ingår i Heliotropsläktet som ingår i familjen strävbladiga växter. Inga underarter finns listade i Catalogue of Life.